# コリー・リオーダン
コリー・S・リオーダン（Cory S. Riordan, 1986年5月25日 - ）は、アメリカ合衆国コネチカット州キリングワース出身の元プロ野球選手（投手）。右投右打。

## 経歴
2007年のMLBドラフトで、コロラド・ロッキーズに6巡目指名され入団。
2014年1月10日に、韓国プロ野球のLGツインズと契約し、シーズンでは9勝したが、チームがヘンリー・ソーサと契約したため、同年限りで退団した。
2015年3月16日に、独立リーグであるアトランティックリーグのブリッジポート・ブルーフィッシュと契約を結んだ。
2015年7月14日、台湾プロ野球のLamigoモンキーズと契約したが、4試合で1勝をあげただけで8月13日に解雇された。同年11月、デトロイト・タイガースとマイナー契約。
2017年は当初独立リーグでプレーしていたが、7月16日に台湾プロ野球の富邦ガーディアンズと契約し、2年振りの台湾球界復帰となった。しかし10試合で2勝5敗という結果に終わり、オフに退団となった。
2018年はアトランティックリーグのサマセット・ペイトリオッツでプレーした。
2019年4月24日、アトランティックリーグのニューブリテン・ビーズと契約した。11月6日に退団した。
2021年より、トロント・ブルージェイズ傘下ルーキー級のガルフ・コーストリーグ・ブルージェイズの投手コーチに就任した。

## 詳細成績

### 年度別投手成績
| 年 度     | 球 団     | 登 板 | 先 発 | 完 投 | 完 封 | 無 四 球 | 勝 利 | 敗 戦 | セ 丨 ブ | ホ 丨 ル ド | 勝 率 | 打 者 | 投 球 回 | 被 安 打 | 被 本 塁 打 | 与 四 球 | 敬 遠 | 与 死 球 | 奪 三 振 | 暴 投 | ボ 丨 ク | 失 点 | 自 責 点 | 防 御 率 | W H I P |
| --------- | --------- | ----- | ----- | ----- | ----- | -------- | ----- | ----- | -------- | ----------- | ----- | ----- | -------- | -------- | ----------- | -------- | ----- | -------- | -------- | ----- | -------- | ----- | -------- | -------- | ------- |
| 2014      | LG        | 28    | 28    | 2     | 1     | 0        | 9     | 10    | 0        | 0           | .474  | 707   | 168      | 177      | 13          | 37       | 1     | 10       | 77       | 8     | 0        | 80    | 74       | 3.96     | 1.27    |
| 2015      | Lamigo    | 4     | 4     | 0     | 0     | 0        | 1     | 2     | 0        | 0           | .333  | 113   | 22.0     | 42       | 2           | 7        | 0     | 2        | 12       | 0     | 0        | 21    | 17       | 6.95     | 2.23    |
| 2017      | 富邦      | 10    | 9     | 0     | 0     | 0        | 2     | 5     | 0        | 0           | .286  | 235   | 52.1     | 74       | 7           | 13       | 0     | 3        | 38       | 0     | 0        | 41    | 32       | 5.50     | 1.66    |
| KBO：1年  | KBO：1年  | 28    | 28    | 2     | 1     | 0        | 9     | 10    | 0        | 0           | .474  | 707   | 168      | 177      | 13          | 37       | 1     | 10       | 77       | 8     | 0        | 80    | 74       | 3.96     | 1.27    |
| CPBL：2年 | CPBL：2年 | 14    | 13    | 0     | 0     | 0        | 3     | 7     | 0        | 0           | .300  | 348   | 74.1     | 116      | 9           | 20       | 0     | 5        | 50       | 0     | 0        | 62    | 49       | 5.93     | 1.83    |

### 背番号
- 57 （2014年）
- 23 （2015年）
- 33 （2017年）